# Елена Груба
Елена (Груба) (на босненски: Jelena Gruba) е кралица на Босна от септември 1395 до април/май 1398 г. Единствената жена управлявала Босна.

## Кралица на Босна
След смъртта на съпруга ѝ Стефан Дабиша от династията Котроманичи през 1395 г. Елена е избрана от босненските боляри да поеме управлението на страната. Тя произхожда от рода Николичи от Захумлието.
Всъщност преди смъртта си крал Стефан Дабиша посочва за свой наследник унгарския крал Сигизмунд Люксембургски, чиято съпруга Мария му е роднина, тъй като по майчина линия също е от рода Котроманичи. Въпреки това босненските аристократи предпочитат на престола да бъде вдовицата на Дабиша, правилно преценявайки, че в политическите си решения тя ще се опира на тях. Крал Сигизмунд от своя страна е прекалено зает да запази властта си в Унгария в този момент, воювайки с хърватите и османците затова не предявява искания към босненския трон. Действително от възкачването си на трона Елена не разполага със силна кралска власт и по време на управлението ѝ голяма част от местните князе на практика управляват владенията си независимо от централната власт.
Управлението на Елена Груба продължава до 1398 г., когато е взето решение на престола да се постави незаконороденият син на Твръдко I – Остоя Котроманич. Не е съвсем ясно кое налага смяната на властта, но по всяка вероятност това отново е решение на болярите. След отстраняването ѝ от властта Елена продължава да живее в кралския двор. За последен път се споменава за нея в едно писмо, изпратено от Дубровник с дата 18 март 1399 г. Скоро след това тя умира като е възможно причината за смъртта ѝ да е върлуващата по това време епидемия в Захумлието.